# Heikki Aho
Heikki Taavetti Aho, född 29 maj 1895 i Hausjärvi, död 27 april 1961 i Helsingfors, var en finländsk fotograf och dokumentärfilmare. 
Heikki Aho var äldste son till Juhani Aho och Venny Soldan-Brofeldt och växte upp på Ahola i Träskända. Han var bror till Antti Aho och halvbror till Björn Soldan, vilken var son till Juhani Aho och till Venny Soldan-Brofeldts syster Tilly Soldan.
Han utbildade sig i pappersteknik på Helsingfors tekniska högskola och fortsatte utbildningen i Dresden i Tyskland och blev diplomingenjör. Under Finska inbördeskriget Aho tjänade i folkdelegationens administration och fängdes efter slaget om Viborg.
Heikki Aho var intresserad av fotografiska bilder både som estetiskt uttryck och som teknik. Han grundade 1924 tillsammans med sin halvbror Björn Soldan firman Aho & Soldan i Helsingfors, ett företag som producerade och fotograferade  omkring dokumentärfilmer till Ahos död 1961. Under vinterkriget tjänstgjorde Heikki Aho som fotograf i ett informationskompani i armén. 
Han gifte sig 1923 med dansaren Dinah Selkina från Litauen. Paret fick dottern Claire Aho.